# Uchida Kōsai
O Conde Uchida Kōsai (内田 康哉, 17 de novembro de 1865 - 12 de março de 1936) foi um estadista e diplomata japonês. Também ficou conhecido como Uchida Yasuya.
Nasceu na atual cidade de Yatsushiro, na prefeitura de Kumamoto, então no Xogunato Tokugawa e graduou-se na Universidade Imperial de Tóquio. Entrou para o Ministério dos Negócios Estrangeiros e foi embaixador japonês na China da dinastia Qing, no Império Austro-Húngaro e nos Estados Unidos. Foi ministro dos Negócios Estrangeiros de 1911 até 1912 durante a segunda administração de Saionji Kinmochi.
Posteriormente foi nomeado embaixador na Rússia pouco antes da Revolução Bolchevique, e regressou ao Japão para ser nomeado Ministro dos Negócios Estrangeiros, cargo que desempenhou de 1918 até 1923 durante administrações de Hara Takashi, Takahashi Korekiyo e Katō Tomosaburō. Foi ainda Primeiro-ministro do Japão com caráter interino por duas vezes, uma logo após o assassinato do primeiro-ministro Hara (1921) e outra depois da morte repentina do primeiro-ministro Katō (1923).
Foi escolhido para a Câmara dos Pares do Japão em 1930 e nomeado presidente da Ferrovia do Sul da Manchúria em 1931.
No seu terceiro período como Ministro dos Negócios Estrangeiros, entre 1932 e 1933, durante a administração de Saitō Makoto, apelou ao reconhecimento formal de Manchukuo, e à retirada do Japão da Sociedade das Nações. Faleceu de doença 15 dias depois do Incidente de 26 de fevereiro.